# Episodi di Tulsa King (prima stagione)
La prima stagione della serie televisiva Tulsa King, composta da nove episodi, è stata distribuita sulla piattaforma streaming on demand Paramount+ dal 13 novembre 2022 all'8 gennaio 2023, mentre in Italia dal 25 dicembre seguente.
| nº | Titolo originale       | Titolo italiano          | Pubblicazione USA | Pubblicazione Italia |
| -- | ---------------------- | ------------------------ | ----------------- | -------------------- |
| 1  | Go West, Old Man       | Vai a ovest, vecchio mio | 13 novembre 2022  | 25 dicembre 2022     |
| 2  | Center of the Universe | Il centro dell'universo  | 20 novembre 2022  | 25 dicembre 2022     |
| 3  | Caprice                | La Caprice blu           | 27 novembre 2022  | 1º gennaio 2023      |
| 4  | Visitation Place       | L'arte della guerra      | 4 dicembre 2022   | 8 gennaio 2023       |
| 5  | Token Joe              | Joe gettone              | 11 dicembre 2022  | 15 gennaio 2023      |
| 6  | Stable                 | Vecchio e testardo       | 18 dicembre 2022  | 22 gennaio 2023      |
| 7  | Warr Acres             | La morte del padre       | 25 dicembre 2022  | 29 gennaio 2023      |
| 8  | Adobe Walls            | L'ascia di guerra        | 1º gennaio 2023   | 5 febbraio 2023      |
| 9  | Happy Trails           | Buona strada             | 8 gennaio 2023    | 12 febbraio 2023     |

## Vai a ovest, vecchio mio
- Titolo originale: Go West, Old Man
- Diretto da: Allen Coulter
- Scritto da: Taylor Sheridan e Terence Winter

### Trama
Dwight Manfredi viene scarcerato 25 anni dopo aver commesso un omicidio per conto della famiglia criminale Invernizzi di New York. Nonostante sia rimasto in silenzio per proteggere il capo Pete "The Rock" Invernizzi e suo figlio, Don Charles "Chickie" Invernizzi, a Dwight viene detto di andare a Tulsa poiché la famiglia non ha prospettive per lui a New York. Dwight è furioso e finisce per prendere a pugni uno degli uomini di Chickie, Vince, nella sua rabbia. Arrivato a Tulsa, ottiene un'auto e una camera d'albergo in cui lavorare e assume il tassista Tyson come suo socio. Dopo aver appreso che l'erba è legalmente venduta in un dispensario locale, Dwight offre "protezione" al proprietario, Lawrence "Bodhi" Geigerman. Mentre Dwight continua a prendere contatti a Tulsa e a stabilire la sua base operativa, l'FBI viene a sapere della sua presenza e invia un bollettino a tutti gli agenti federali a Tulsa. Uno di loro è Stacy Beale, un agente dell'ATF che ha recentemente dormito con Dwight.

## Il centro dell'universo
- Titolo originale: Center of the Universe
- Diretto da: Allen Coulter
- Scritto da: Terence Winter e Joseph Riccobene

### Trama
Tyson convince Dwight a ottenere una nuova patente di guida in modo da poter ottenere una carta di debito per le spese. Quindi visita Bodhi e insiste per incontrare il suo fornitore, Jimmy. Dopo essersi istruito a fondo sulle complessità della marijuana legalizzata, Dwight conclude un accordo più favorevole con Jimmy per un prodotto migliore. Il padre di Tyson, Mark, si preoccupa che suo figlio stia buttando via ogni possibilità che ha di un futuro frequentando Dwight. Chickie accetta la richiesta di Vince di ricevere un grosso regalo in contanti da Dwight per appianare le loro divergenze. Stacy fa visita a Dwight per rivelare per chi lavora; insiste che lei non ha nulla da temere da lui. Un aiutante del ranch, Armand, scopre la presenza di Dwight e inizia a pianificare un'azione contro di lui. Dwight usa la sua carta di debito per ottenere informazioni su sua figlia, Tina. Cerca di chiamarla, ma lei si rifiuta di parlargli dopo che lui l'ha tagliata fuori dalla sua vita 18 anni prima.

## La Caprice blu
- Titolo originale: Caprice
- Diretto da: Ben Richardson
- Scritto da: Regina Corrado

### Trama
Stacy viene incaricata di indagare sui Black Macadams, una banda di motociclisti locale, dopo che un membro si è suicidato con esplosivi in casa sua. Durante il suo esame di guida, Armand, mascherato, cerca di sparare a Dwight, il quale sopravvive, ma l'esperienza lo convince a porre fine alla sua relazione con Tyson. Tyson, che è infatuato del suo nuovo stile di vita da gangster, respinge la proposta di allontanamento di Dwight e insiste per lavorare come suo braccio destro. Dwight coinvolge Bodhi e Mitch in un piano per vendere protossido di azoto come droga da festa durante un imminente festival musicale di Tulsa, convincendo Mitch a usare il suo bar come copertura per ottenere rifornimenti di gas senza sospetti. Stacy si riconnette con Dwight dopo aver condiviso la cena e finisce per andare a letto di nuovo con lui. Dwight conduce le proprie indagini, utilizzando vari contatti per identificare Armand come colui che ha cercato di ucciderlo. Compra una pistola, ma mentre si prepara a uccidere l'uomo a casa sua, esita dopo aver visto il giovane figlio di Armand correre ad abbracciarlo.

## L'arte della guerra
- Titolo originale: Visitation Place
- Diretto da: Ben Semanoff
- Scritto da: Dave Flebotte

### Trama
Dwight aspetta che Armand sia solo e poi lo interroga. Quando Armand rivela che la famiglia Invernizzi ha cercato di farlo uccidere durante la sua pena detentiva, Dwight lo risparmia e chiede invece un pagamento settimanale di 300 dollari. Il piano di Dwight di vendere il nitro incontra una battuta d'arresto quando i motociclisti della banda Black Macadam, che vendono droga allo stesso festival, picchiano i suoi accoliti e rubano i serbatoi di benzina. Per risolvere il problema, Dwight e i suoi uomini (accompagnati dal padre di Tyson) sorprendono i motociclisti mentre stanno facendo le valigie per la notte, li maltrattano con mazze da baseball e si riprendono ciò che era stato trafugato. Tyson e suo padre si riconciliano, ma Tyson si ritrova combattuto tra la sua famiglia e la sua lealtà a Dwight. Armand aggredisce un vicino maleducato e decide di non trasferirsi da Tulsa. Stacy fa sesso con un affascinante sconosciuto che le offre da bere. Dwight, con l'aiuto di sua sorella Joanne, saluta il fratello minore morente Joey.

## Joe gettone
- Titolo originale: Token Joe
- Diretto da: Ben Semanoff
- Scritto da: Joseph Riccobene

### Trama
Dwight vola a Brooklyn in modo da poter partecipare di persona al funerale di Joey, cogliendo anche l'occasione per parlare finalmente con Tina. Tina si rifiuta ancora di perdonare suo padre e rivela che durante la sua permanenza in prigione è stata violentata da uno degli uomini di Chickie, Nico, nonostante Pete avesse giurato di proteggerla quando Dwight è stato condannato. Un Dwight infuriato picchia a morte Nico di fronte a Chickie e Vince. Caolan Waltrip, il sergente d'armi di Black Macadam, ha poliziotti di stato corrotti sul suo libro paga che arrestano Tyson e gli confiscano il telefono. Dopo che Tyson è stato costretto a sbloccarlo, i motociclisti vengono a sapere del legame di Dwight con Bodhi e lo costringono a rivelare che Mitch sta affrontando il suo racket della droga. Quando i poliziotti tentano di intimidire Mitch, tuttavia, li costringe a rilasciare Bodhi e ad andarsene spiegando che poiché il suo bar si trova su una terra tribale Cherokee, non hanno giurisdizione. Armand viene avvertito da Roxy, la sua collega, di smetterla di invadere il territorio di Waltrip.

## Vecchio e testardo
- Titolo originale: Stable
- Diretto da: Guy Ferland
- Scritto da: Dave Flebotte

### Trama
Dwight incontra sua figlia ancora una volta prima di tornare a Tulsa. Scopre che Tyson è stato arrestato e che Bodhi è scomparso. Waltrip incontra Dwight e chiede una parte dei suoi affari, ma Dwight rifiuta. Dwight viene avvertito da Stacy delle sue attività e del coinvolgimento dell'FBI. La famiglia Invernizzi, principalmente Chickie, è divisa su come gestire Dwight. Pete insiste per far visitare Tulsa dal suo consigliere per appianare le cose, quindi Chickie invece picchia il marito di Tina, Emory. Gli agenti federali chiudono il negozio di Bodhi, ma lo stesso Bodhi si rifiuta di tradire Dwight. Dopo aver appreso che Pilot, il cavallo bianco a cui si è affezionato, verrà abbattuto, Dwight acquista Pilot e assume l'ex cameriera Spencer per prendersi cura di lui. Waltrip ordina al fidanzato di Roxy, Carson Pike, di sparare al bar di Mitch; Dwight e Mitch rispondono al fuoco e Pike viene ucciso. Mitch accetta quindi di assumere Dwight come partner nel suo stabilimento.

## La morte del padre
- Titolo originale: Warr Acres
- Diretto da: Guy Ferland
- Scritto da: Terence Winter e Joseph Riccobene

## L'ascia di guerra
- Titolo originale: Adobe Walls
- Diretto da: Lodge Kerrigan
- Scritto da: Terence Winter e Tom Sierchio

## Buona strada
- Titolo originale: Happy Trails
- Diretto da: Lodge Kerrigan
- Scritto da: Terence Winter

### Trama
L'ultimo episodio vede la resa dei conti di Dwight contro i suoi nemici: la sua ex famiglia mafiosa guidata da "Chickie" Vince, che rivendica i suoi guadagni di Tulsa, e la banda di motociclisti capitanata da Caolan Waltrip.